# Desmodium strobilaceum
Desmodium strobilaceum är en ärtväxtart som beskrevs av Diederich Franz Leonhard von Schlechtendal. Desmodium strobilaceum ingår i släktet Desmodium och familjen ärtväxter.

## Underarter
Arten delas in i följande underarter:
- D. s. acutifolium
- D. s. strobilaceum